# ATP Masters 1000
ATP Masters 1000, officiellt ATP World Tour Masters 1000 (tidigare ATP Masters Series), är från 2009 benämningen på de ATP-tävlingar i tennis som ligger i kategorin under Grand Slam-tävlingarna men över 500 Series. Turneringarna är nio stycken och spelas över hela året på hardcourt, grus och matta i USA, Asien och Europa. En av dessa spelas inomhus. Namnet på tävlingsserien kommer av hur många rankingpoäng en seger i en deltävling ger.
Tävlingskategorin introducerades 1990 och gick under några inledningsår under namnet super-9. Stockholm Open hade under några år super-9-status. Mellan 2004 och 2008 gick denna tävlingskategori under namnet ATP Masters Series. Från 2009 går kategorin under namnet ATP Masters 1000.
I dag har turneringarna 56 spelare i lottningen undantaget turneringarna i Miami och Indian Wells, som har 96 deltagare vardera.

## Turneringar
| Turnering            | Land      | Startår | Plats                 | Arena                        | Kapacitet centercourt | Underlag            | Lottning | Upplaga | Försvarande mästare | Prispengar 2021 | Datum 2021      |
| -------------------- | --------- | ------- | --------------------- | ---------------------------- | --------------------- | ------------------- | -------- | ------- | ------------------- | --------------- | --------------- |
| Indian Wells Masters | USA       | 1987    | Indian Wells          | Indian Wells Tennis Garden   | 16 100                | Hardcourt           | 96       | 2021    | Cameron Norrie      | 9 146 125 $     | 7–17 oktober    |
| Miami Open           | USA       | 1985    | Miami Gardens         | Hard Rock Stadium            | 13 800                | Hardcourt           | 96       | 2021    | Hubert Hurkacz      | 4 299 205 $     | 24 mars–4 april |
| Monte Carlo Masters  | Monaco    | 1897    | Roquebrune-Cap-Martin | Monte-Carlo Country Club     | 10 000                | Grus                | 56       | 2021    | Stefanos Tsitsipas  | 2 460 585 €     | 11–18 april     |
| Madrid Open          | Spanien   | 2002    | Madrid                | Caja Mágica                  | 12 500                | Grus                | 56       | 2021    | Alexander Zverev    | 3 226 325 €     | 2–9 maj         |
| Italian Open         | Italien   | 1930    | Rom                   | Foro Italico                 | 10 400                | Grus                | 56       | 2021    | Rafael Nadal        | 2 563 710 €     | 9–16 maj        |
| Canadian Open        | Kanada    | 1881    | Montréal / Toronto    | Stade IGA / Aviva Centre     | 11 700 / 12 500       | Hardcourt           | 48       | 2021    | Daniil Medvedev     | 3 487 915 $     | 9–15 augusti    |
| Cincinnati Masters   | USA       | 1899    | Mason, Ohio           | Lindner Family Tennis Center | 11 600                | Hardcourt           | 56       | 2021    | Alexander Zverev    | 3 707 550 $     | 15–22 augusti   |
| Shanghai Masters     | Kina      | 2009    | Shanghai              | Qi Zhong Stadium             | 15 000                | Hardcourt           | 56       | 2019    | Daniil Medvedev     | —               | inställd        |
| Paris Masters        | Frankrike | 1969    | Paris                 | AccorHotels Arena            | 14 000                | Hardcourt (inomhus) | 56       | 2021    | Novak Djokovic      | 3 084 450 €     | 1–7 november    |

1. ↑  Canadian Open för herrar hålls i Montréal under jämna år och Toronto under udda år, tvärtom i damernas turnering.